# Ode to J.Smith
Ode to J.Smith — шостий студійний альбом шотландської групи Travis, який був випущений 29 вересня 2008 року.

## Композиції
1. Chinese Blues - 3:46
2. J. Smith - 3:04
3. Something Anything - 2:22
4. Long Way Down - 2:39
5. Broken Mirror - 3:12
6. Last Words - 4:11
7. Quite Free - 4:00
8. Get Up - 3:13
9. Friends - 3:24
10. Song to Self - 3:46
11. Before You Were Young - 3:19